# Arboretum de la forêt d'Épinal
L'arboretum de la forêt d'Épinal est un arboretum de 1,1 hectare situé dans la forêt communale d'Épinal au nord-est de la commune d'Épinal, dans le département des Vosges.

## Localisation
Il est situé au Saut-le-Cerf, dans la forêt communale d'Épinal, d'une superficie de 3 600 hectares.
- Jours de pluie : moyenne de 200 jours de pluie par an ;

- Précipitations annuelles moyennes : 1 900 mm ;

- Température moyenne : 13,5 °C

## Histoire
Épinal est connue pour ses parcs et jardins, ainsi que pour sa grande forêt communale, la "Forêt d'Épinal", où l'arboretum est situé à côté du quartier "Le Saut-le-Cerf".
Il s'agit d'une zone de terres agricoles qui fut autrefois l'un des théâtres de l'expansion d’Épinal. L'un des premiers établissements résultant de l'aménagement de nombreuses casernes pour les victimes du tragique bombardement de la dernière guerre. 

## Collections
Le type de forêt installé après la période glaciaire était la hêtraie-sapinière avec ses sous-bois floraux et arbustifs encore présents dans la région : sorbier, moutarde, houx, nerprun, digitalis purpurea, épilobe, myrte, fougère aigle, bruyère, etc.
La plantation de sapins de Nordmann après la Seconde Guerre mondiale était initialement destinée à dissimuler les ravages du conflit. 